# 若き芸術家の棺の傍らで

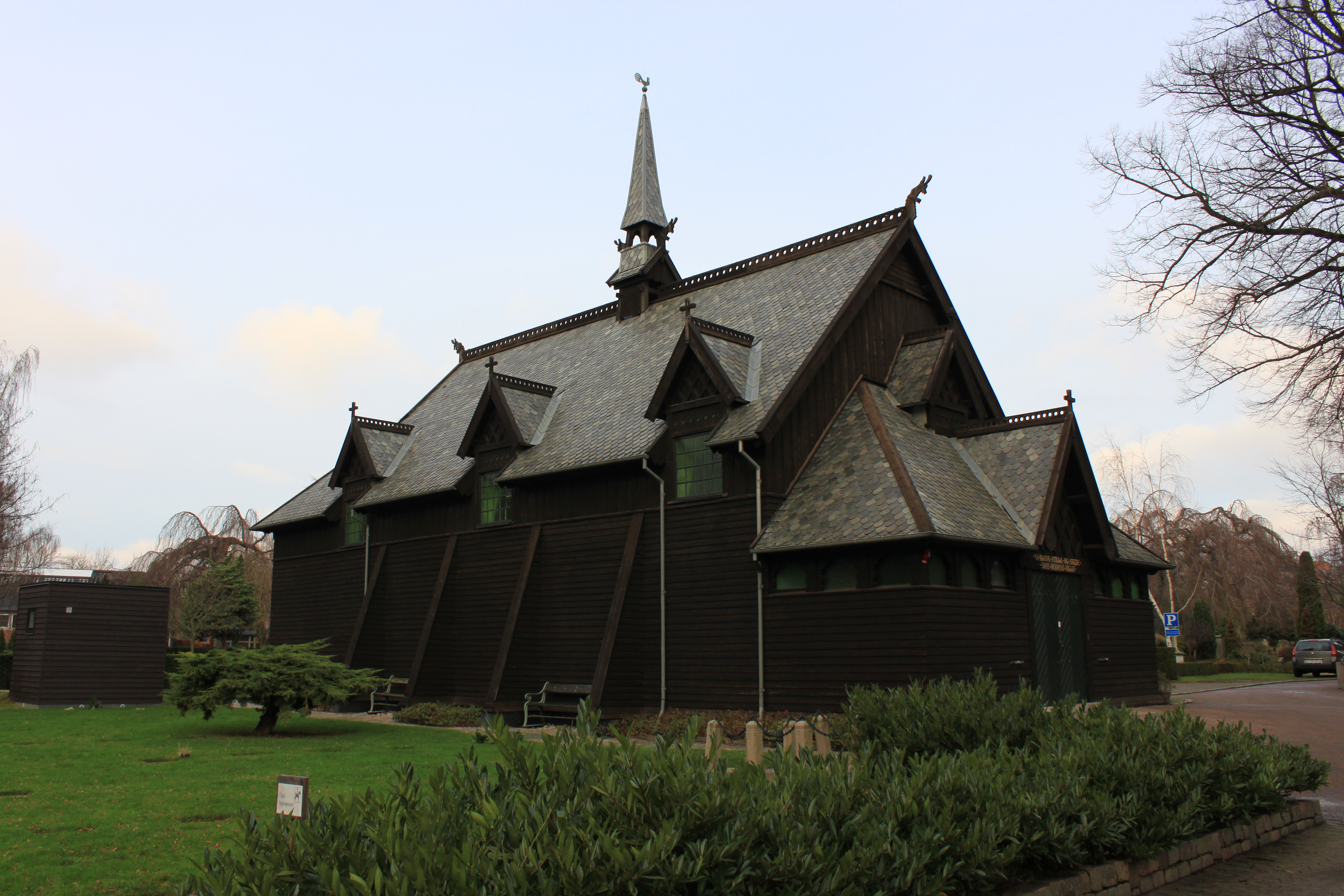
本作が初演されたホルメン墓地の礼拝堂。

『若き芸術家の棺の傍らで』（デンマーク語: Ved en ung Kunstners Baare） FS 58は、カール・ニールセンが作曲した弦楽オーケストラのための楽曲。1910年1月に執り行われたデンマークの画家オーロフ・ハートマンの葬儀のために書かれた。

## 概要
オーロフ・ハートマンは作曲家のエミール・ハートマンの息子で、音楽家や画家たちが集う場所となっていたデンマーク、ロラン島のフールサング女侯爵、ボーディル・ニアゴーの弟にあたる。ハートマンは1910年1月16日の日曜日に、虫垂炎の手術の失敗により30歳の若さでこの世を去った。ニールセンは翌週の水曜日までに『アンダンテ・ラメントーソ』の下書きを完成する。これはおそらく元来弦楽四重奏のために書かれたものと思われるが、その後作曲者自身の手により弦楽オーケストラ用に改作された。
この変ホ短調で4分の作品は、1月21日にコペンハーゲンのホルメン墓地に建つ礼拝堂で営まれたオーロフ・ハートマンの葬儀の場で、ゲーゼ四重奏団によって初演された。コペンハーゲンの聖母教会で行われた復活祭コンサートに合わせ、ニールセンは1912年4月までに本作を弦楽合奏のために編曲している。彼自身も生前にこの他に何度かこの曲を指揮しており、1931年10月9日の彼自身の葬儀でも娘婿のテルマーニー・エミルの室内オーケストラによって演奏された。
本作は様々な名前で知られていた。1912年のコペンハーゲンでのコンサートにおいては『Andante doloroso』と題され、その後『Andante dolorosa (Ved en ung Kunstners Baare)』という名前で広まった。

## 楽曲構成
エマーソン弦楽四重奏団によるドイツ・グラモフォンへの録音に合わせ、アンソニー・バートンは次のように書いている。「変ホ短調という暗い調性の中に抑制的なニ長調の中間部と穏やかな長調の終結部を備え、この長いわけではない作品としてはその訴えかけの痛烈さはまったく驚くべきものである。」